# Calamide

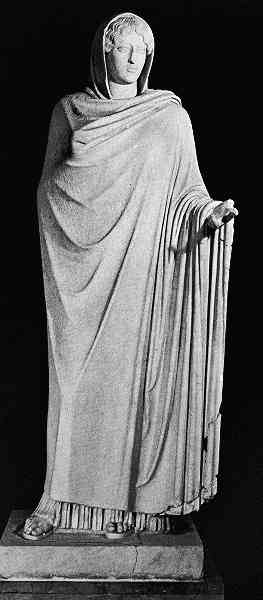
L'Afrodite Sosandra al Museo di Napoli.

Calàmide (greco antico: Kαλαμις; 500 a.C. circa) è stato uno scultore greco antico, nativo forse della Beozia e attivo fra il 480 e il 440 a.C. inizialmente ad Atene e in seguito nel Peloponneso. Le fonti ricordano suoi lavori eseguiti in marmo, con tecnica crisoelefantina e soprattutto in bronzo
.

## Attività
Le notizie circa le opere di Calamide che è possibile trarre dalle fonti letterarie antiche sono numerose benché siano accompagnate da scarse copie identificabili. La collocazione cronologica e i caratteri della sua statuaria ne fanno un tipico esponente dello stile severo, le cui opere sono ricordate da Quintiliano (Institutio oratoria, XII.10.7) e da Cicerone (Brutus, 18.70) tra quelle caratterizzate da antica "rigidità". Dionigi di Alicarnasso ne rammenta invece la finezza e la grazia (de Isocrate, 3). Viene citato anche in contesti poetici romani come in Properzio (Elegie, III.9.10) e in Ovidio (Epistulae ex Ponto, IV.1.33), che lo ricordano come scultore di cavalli; dei cavalli di Calamide scrive anche Plinio il Vecchio in un passo della Naturalis historia (XXXIV, 71) che potrebbe tuttavia riferirsi ad uno scultore omonimo del IV secolo a.C.
Il carattere di Calamide, se si seguono i tratti stilistici deducibili dalle copie attribuite, sembra lontano dai problemi inerenti al movimento, cari a Pitagora di Reggio come a Mirone; egli sembra più interessato alla statica della figura e alla sua volumetria, inserendosi nella linea di ricerca che da Crizio giunge a Policleto. L'interesse per il panneggio, per la sintesi e la morbidezza dei passaggi lo rendono un diretto antecedente di Fidia.

### Afrodite Sosandra
Con l'Afrodite Sosandra (originale bronzeo databile al 465 a.C. circa) Calamide ha offerto allo stile severo un singolare contributo, con il gioco morbido della luce che scorre sul mantello nel quale la figura si avvolge celando il proprio corpo e ogni intuizione di anatomia; fa eccezione il bel volto ovale del quale Luigi Lanzi disse che Calamide precisò assai bene "la verecondia e il sorriso". Le fonti letterarie antiche relative alla Sosandra sono Luciano di Samosata (Imagines) e Pausania (I.23.2); entrambi ricordano la statua nei Propilei e Pausania ricorda Callia (cognato di Cimone) come dedicante. L'opera è conosciuta attraverso una ventina di copie marmoree di età romana una delle più note fra le quali fu ritrovata da Mario Napoli presso Baia ed esposta al Museo Archeologico Nazionale di Napoli; un'altra è conservata al Pergamonmuseum di Berlino.

### Apollo dell'omphalos

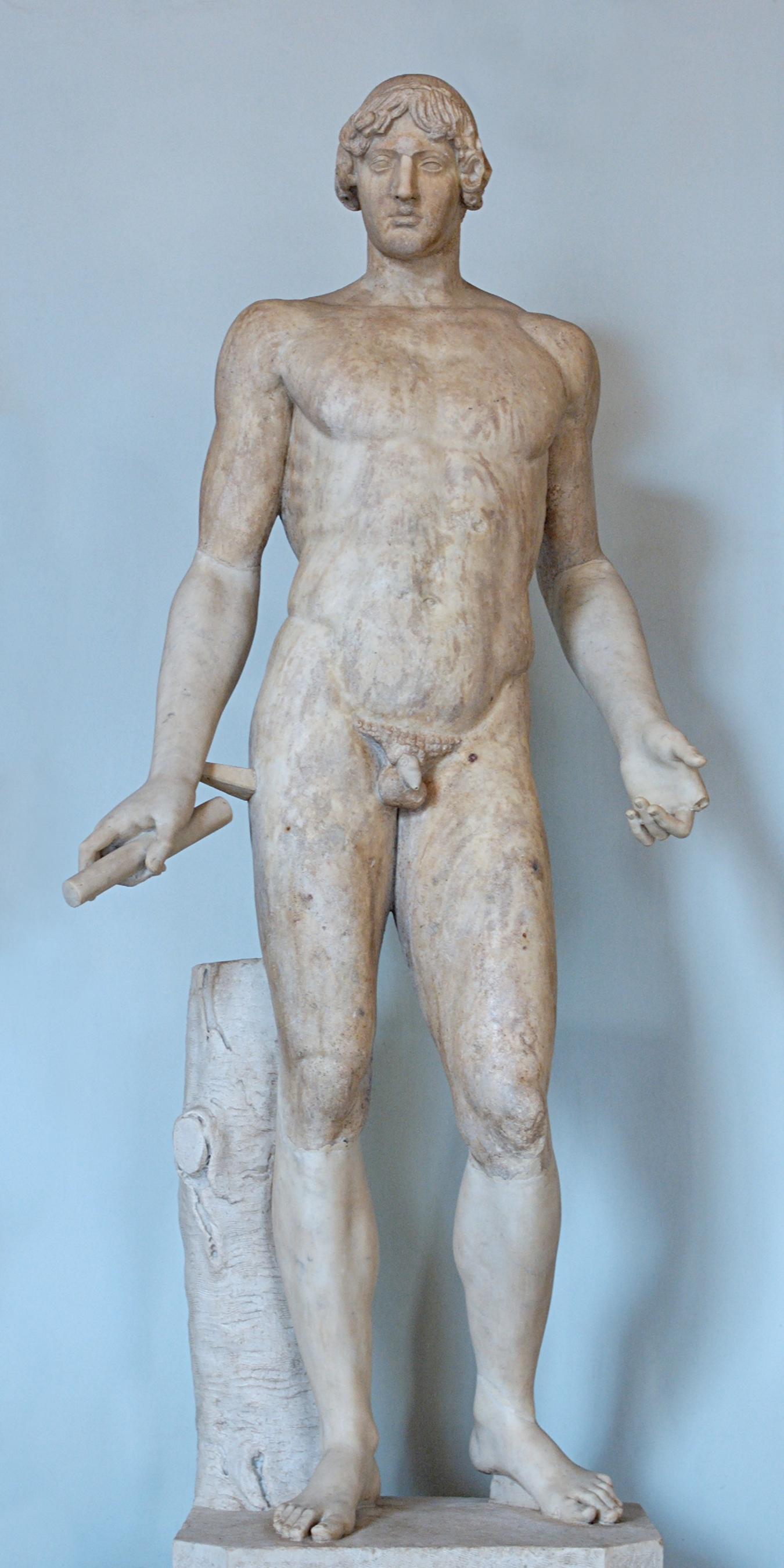
Copia di età imperiale dell'Apollo detto dell'omphalos, da originale bronzeo di stile severo datato 470-460 a.C. circa. Roma, Musei Capitolini, Collezione Albani, MC638.

Altra opera attribuita a Calamide è l'Apollo dell'omphalos, originale bronzeo sopravvissuto in diverse copie marmoree di età romana (al Museo Archeologico Nazionale di Atene, a Roma nei Musei Capitolini e in altri musei). L'attribuzione a Calamide di quest'opera tuttavia non è certa: la statua è stata identificata con l'Apollo Alexikakos che Pausania ricorda eretto nell'agorà di Atene di fronte al tempio di Apollo Patroos, in un passo che presenta incongruenze cronologiche (Paus., I.3.4). Stilisticamente l'Apollo è assimilabile alla Sosandra e un avvicinamento stilistico è stato tentato anche per quanto riguarda il Cronide di Capo Artemisio (attribuito anche a Onata di Egina e a Mirone).

### Donario di Deinomenes
Pausania attribuisce a Calamide i due cavalli montati da fanciulli che si trovavano ai lati di un carro opera di Onata di Egina, dedicata da Deinomenes, figlio di Ierone di Siracusa in vece di quest'ultimo, morto prima di riuscire a dedicare l'opera a Zeus come ringraziamento per la vittoria nella corsa dei carri ai giochi olimpici del 468 a.C. (Paus., VI.12.1).

### Altre opere
Altre opere ricordate da Pausania sono: a Olimpia il gruppo bronzeo con fanciulli oranti dedicato dalla popolazione di Akragas (V.25.5) e la Nike aptera in bronzo donata dai Mantinei (V.26.6), la statua crisoelefantina di Asclepio a Sicione (II.10.3), un Ermes crioforo in bronzo a Tanagra (IX.22.1), uno Zeus Ammone dedicato a Tebe da Pindaro (IX.16.1). Strabone ricorda un Apollo colossale in Apollonia Pontica (Strab., VII.319). Alla cerchia di Calamide viene assegnata anche la Hestia Giustiniani.